# Caenurgina livida
Caenurgina livida là một loài bướm đêm trong họ Erebidae.